# Stafford (Kansas)
Stafford é uma cidade localizada no estado americano de Kansas, no Condado de Stafford.

## Demografia
Segundo o censo americano de 2000, a sua população era de 1161 habitantes.
Em 2006, foi estimada uma população de 1054, um decréscimo de 107 (-9.2%).

## Geografia
De acordo com o United States Census Bureau tem uma área de
2,4 km², dos quais 2,4 km² cobertos por terra e 0,0 km² cobertos por água. Stafford localiza-se a aproximadamente 70 m acima do nível do mar.

## Localidades na vizinhança
O diagrama seguinte representa as localidades num raio de 24 km ao redor de Stafford.